# Survival Family
Survival Family (サバイバルファミリー, Sabaibaru Famiri) è un film del 2016 diretto da Shinobu Yaguchi.

## Trama
La famiglia Suzuki vive in un appartamento a Tokyo, conducendo una vita regolare e simile a quella dei propri concittadini: il capofamiglia è impiegato, la madre si occupa delle faccende di casa e i due figli adolescenti vanno a scuola. Avendo sempre vissuto in una delle città più moderne al mondo sono privi di qualunque abilità manuale, un semplice cellulare che si sta scaricando può rovinare loro la giornata.

Un giorno, un improvviso quanto misterioso blackout colpisce l'intera città. I treni si fermano, i semafori sono inutili e nei negozi le cassiere sono costrette a fare i conti a mano. Ogni apparrecchio elettronico è inerte, perfettamente inutilizzabile. Dopo un primo momento in cui gli abitanti cercano di organizzarsi spostandosi in bicicletta e cenando a lume di candela, la situazione precipita drammaticamente quando comincia a scarseggiare anche l'acqua potabile.
I Suzuki decidono così di mettersi in marcia verso la casa del nonno materno, che vive in un villaggio di pescatori nella Prefettura di Kagoshima, nell'estremo sud del Giappone, a più di mille chilometri di distanza. In questo viaggio della speranza, quelle che erano abilità intorpidite dall'apatia tecnologica riaffiorano costrette dalla necessità di sopravvivere in un ambiente diventato ormai ostile.